# Eritrichium putoranicum
Eritrichium putoranicum là loài thực vật có hoa trong họ Mồ hôi. Loài này được Ovcz. mô tả khoa học đầu tiên năm 2001.